# Художественный музей Кальмара
Художественный музей Кальмара (швед. Kalmar Konstmuseum) — шведский региональный художественный музей в городе Кальмаре.

## История
В 1917 году было основано Художественное объединение Кальмара (Kalmar konstförening). Музей был основан в 1942 году в помещении старой больницы. На протяжении многих лет обсуждались различные варианты его реконструкции или переноса. В 2004 году было принято решение строить новое здание, был проведен международный конкурс на его проект, и в феврале 2005 года победителем стало предложение Plattform, разработанное архитекторами Мартином Видегордом и Болле Тхамом шведской архитектурной фирмы Tham & Videgård Arkitekter.

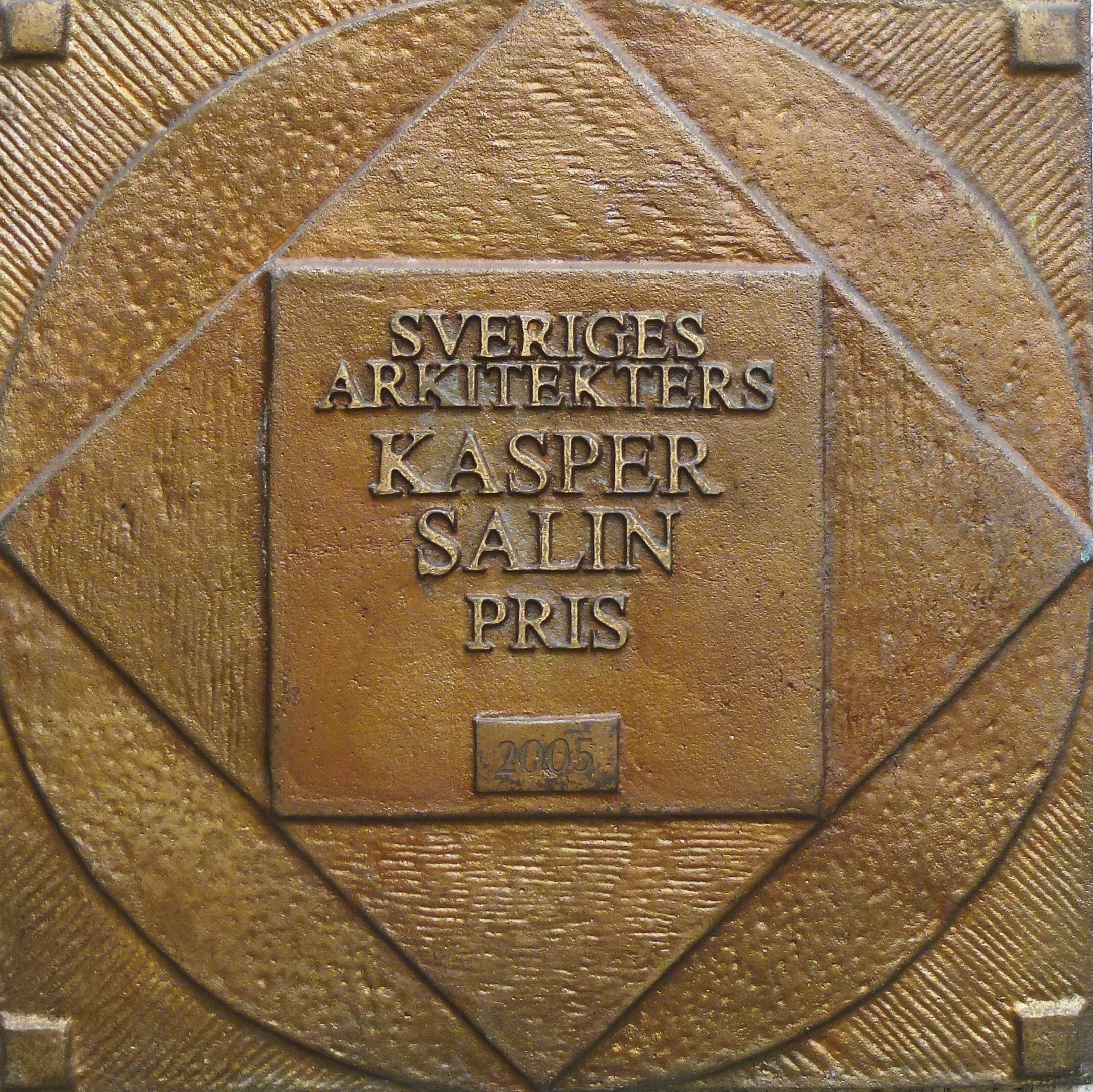
Премия Каспера Салина

Новое здание музея было построено в 2008 году в городском парке Кальмара и было торжественно открыто 10 мая этого же года. Оно было удостоено в 2008 году архитектурной премии Каспера Салина (Kasper Salin-priset) в 2008 году.